# Ștefan Pucas
Ștefan Pucas (n. 25 iulie 1916, raionul Ismail, Odesa, Ucraina – d. 12 noiembrie 2006, București, România) a fost un pilot român de aviație, as al Aviației Române din cel de-al Doilea Război Mondial.
Adjutantul av. Ștefan Pucas a fost decorat cu Ordinul Virtutea Aeronautică de război cu spade, clasa Crucea de Aur (19 septembrie 1941) „pentru curajul dovedit în ziua de 3 Iulie 1941, când a doborît un avion sovietic pe teritoriul com. Vâlcelele”, clasa Crucea de Aur cu 1 baretă (4 noiembrie 1941) pentru că „are 49 sboruri pentru apărarea teritoriului și 17 ieșiri pe front, cu două victorii aeriene asupra a două bombardiere inamice căzute pe teritoriul amic. Luptător aerian temerar. Pilot curagios cu mult sânge rece.”, clasa Crucea de Aur cu 2 barete (16 februarie 1944) „pentru bravura dovedită ca luptător aerian, în luptele dela Don și Stalingrad, unde a executat 16 misiuni de vânătoare, din care 10 bombardamente în picaj”. și clasa Cavaler cu prima și a doua baretă (ambele la 6 octombrie 1944).
După încheierea războiului i s-a conferit Medalia „Virtutea Militară” de război clasa a II-a (18 august 1945) „pentru eroismul și spiritul de sacrificiu de care au dat dovadă pe câmpul de luptă”.

## Decorații
- Ordinul „Virtutea Aeronautică” de război cu spade, clasa Crucea de aur (19 septembrie 1941)[1]
- Ordinul „Virtutea Aeronautică” de Război cu spade, clasa Crucea de Aur cu 1 baretă (4 noiembrie 1941)[2]
- Ordinul „Virtutea Aeronautică” cu spade, clasa Crucea de Aur cu 2 barete (16 februarie 1944)[3]
- Ordinul „Virtutea Aeronautică” cu spade, clasa Cavaler cu o baretă (6 octombrie 1944)[4]
- Ordinul „Virtutea Aeronautică” cu spade, clasa Cavaler cu 2 barete (6 octombrie 1944)[4]
- Medalia „Virtutea Militară” de război clasa a II-a (18 august 1945)[5]